# Duple Viceroy
Le Duple Viceroy est un autocar traditionnel à un étage, fabriqué par le carrossier britannique Duple de 1966 à 1972. Cette carrosserie a été montée sur des châssis légers à moteur à l'avant et sur des châssis à moteur central sous le plancher. Une variante, Duple Viceroy Express, avec une porte d'accès de type autobus, a également été fabriquée.

## Histoire
Les autocars Duple étaient généralement mis à jour tous les deux ou trois ans. En 1967, la gamme devait subir une refonte majeure car Duple avait perdu des parts de marché au profit de son principal rival Plaxton dont le modèle Panorama à grandes baies vitrées donnait un aspect daté à la gamme Bella de Duple. Le nouveau modèle Viceroy annoncé en août 1966 cherchait à résoudre ce problème et à surpasser Plaxton en agrandissant non seulement les fenêtres, mais en ajoutant des impostes coulissantes au-dessus de celles-ci.
La production du Viceroy débute dans l'usine de Hendon en fin d'année 1966 pour le MY 1967, sur les châssis Bedford VAL/VAM et Ford R192/R226 de 32 pieds (9,75 mètres) pouvant accueillir 45 passagers et de 36 pieds (11,0 mètres) jusqu'à 52 passagers. Le Viceroy a remplacé le Viscount à Hendon et à Blackpool. En 1967, une version du Viceroy sur le châssis Bedford VAL à trois essieux a été mise en production à Blackpool.
Un lifting de la gamme Viceroy a été annoncée au Salon de l'automobile de 1968. Le style angulaire du Viceroy d'origine a été atténué et le lifting a plutôt cherché à souligner les lignes horizontales de la carrosserie. À cette époque, la longueur maximale des autobus et autocars britanniques avait été portée de 36 pieds (11,0 mètres) à 39 pieds et 4 pouces (12 mètres) et le lifting a permis de nommer la nouvelle version Viceroy 37 qui peut accueillir 53 passagers.
Malgré les restylings des Viceroy et Commander, Plaxton reprend de l'avance en présentant, lors du Salon de 1968, un nouveau modèle avec des fenêtres en verre bombé encore plus grandes, le Plaxton Panorama Elite qui rend le Viceroy et surtout le Commander obsolètes. Duple voit ses ventes reculer encore plus et se faire dépasser par Plaxton pour la première fois de son histoire. Malgré l'impérieuse nécessité de concevoir un tout nouveau modèle pour défier le Panorama Elite, Duple ne réagit pas et la gamme Viceroy ne subit aucune modification de style durant le reste de sa production.
Au cours des dernières années, le Viceroy est proposé avec un choix de châssis plus important. Le Commander a été abandonné en 1970 ce qui permet à Duple, en 1971 et 1972, de proposer les Viceroy et Viceroy 37 sur des châssis lourds AEC Reliance et Leyland Leopard à moteur central. [8] Duple ne produira que 66 exemplaires car le Viceroy na jamais pu concurrencer le Panorama Elite dans le haut de gamme. Le châssis Bedford YRQ, qui a remplacé le VAM en fin d'année 1970, a permis de relancer un peu les ventes. Pour sa dernière année, 1972, le Viceroy a aussi été construit sur le châssis Seddon Pennine 6 avec moteur à l'avant en versions de 10, 11 et 12 mètres. La version de 12 mètres a été le premier autocar de 12 m construit par Duple et pouvait accueillir 57 passagers. En 1972, le modèle Bedford VAL à trois essieux a été remplacé par le Bedford YRT à moteur central plus conventionnel, mais Duple n'a pas adapté la gamme Viceroy pour ce nouveau châssis. Toutefois, un lot de cinq Viceroy 37 a été construit sur commande spéciale d'Edinburgh Corporation Transport, qui voulait ces véhicules en attendant que le remplaçant du Dominant ne soit disponible.
Les dispositions du « Bus Grant » du gouvernement britannique prévoyaient une subvention de 50 % pour l'achat de nouveaux autobus urbains, mais ne s'appliquait pas aux autocars. Cependant, de nombreuses compagnies utilisaient des autocars sur des lignes de services d'autobus locaux, en particulier pendant les mois d'hiver. Pour la saison 1972, le modèle Viceroy Express a été construit sur des châssis YRQ et R192, avec des portes de type autobus et quelques modifications pour les rendre adaptés aux transports urbains "OMO" (opération à un seul homme). Ces versions ont été appelées à usage mixte ou double. À condition que ces véhicules aient été utilisés durant un certain pourcentage de leur kilométrage annuel en service d'autobus, ils étaient admissibles à la subvention.
Bien qu'au fil du temps, ils soient de plus en plus démodés, les Viceroy, Vista et Vega, ont continué à relativement bien se vendre, construits sur des châssis légers, jusqu'à la fin de la production en 1972. Pour l'année 1972, la production totale de Duple a été de 1 034 exemplaires, son plus haut score depuis plusieurs années et seulement 251 de moins que le leader Plaxton.
Fin 1972, pour remplacer le Viceroy, Duple lance le Dominant, un nouveau modèle fortement influencé par le Plaxton Panorama Elite,, avec des grandes fenêtres incurvées et, avantage supplémentaire, d'être entièrement métallique. Les autocars Viceroy sont restés en circulation jusque dans les années 1980, mais leur structure en bois sur des châssis légers, moins durables, entraîna leur retrait au plus tard à la fin de la décennie.

## Accidents et incidents
Un Viceroy, de type usage double, a été impliqué dans le très grave accident d'autocar de "Dibbles Bridge" en 1975, le pire accident de la route jamais enregistré en Grande-Bretagne. Les freins d'un Viceroy sur châssis Bedford VAM5 de 1967 ont lâché, le véhicule est devenu incontrôlable dans une pente raide et a basculé dans la courbe en bas de pente, tombant sur le côté d'un pont et s'écrasant sur le toit. L'autocar transportait 45 passagers plus le conducteur, seulement 13 passagers ont survécu. L'accident a conduit à des normes structurelles plus strictes pour la carrosserie des autocars.